# Internationale Wielerweek 2020
De 35e editie van de Internationale Wielerweek vond in 2020 plaats van 1 tot en met 4 september. De start was in Gatteo en de finish in Forlì. De wedstrijd maakte deel uit van de UCI Europe Tour 2020, in de categorie 2.1. De Ecuadoriaan Jhonatan Narváez won de wedstrijd die daarmee de Australiër Lucas Hamilton opvolgde als eindwinnaar.

## Deelnemende Ploegen
| WorldTour                                                                           | WorldTour                                                        | ProTour | ProTour                                                                           | Continentaal |
| ----------------------------------------------------------------------------------- | ---------------------------------------------------------------- | --- | --------------------------------------------------------------------------------- | --- |
| Trek-Segafredo Movistar Team NTT Pro Cycling Deceuninck–Quick-Step INEOS Grenadiers | UAE Team Emirates Astana Pro Team Bahrain McLaren BORA-hansgrohe | Caja Rural-Seguros RGA Alpecin-Fenix Androni Giocattoli-Sidermec Vini Zabù-KTM Bingoal-Wallonie Bruxelles Gazprom-RusVelo | Burgos-BH Circus-Wanty-Gobert NIPPO DELKO One Provence Rally Cycling Bardiani CSF | Colombia Tierra de Atletas-GW Bicicletas General Store Essegibi F.lli Curia Giotti Victoria Sangemini Trevigiani Mg.k Vis Beltrami TSA Marchiol Team Colpack Ballan Work Service Dynatek Vega Jumbo-Visma Development Team |

## Etappe-overzicht
| etappe | datum       | start         | finish               | type       | afstand     | winnaar               | klassementsleider |
| ------ | ----------- | ------------- | -------------------- | ---------- | ----------- | --------------------- | ----------------- |
| 1e a   | 1 september | Gatteo        | Gatteo               | Heuvelrit  | 97,8 km     | Olav Kooij            | Olav Kooij        |
| 1e b   | 1 september | Gatteo a Mare | Gatteo               | Vlakke rit | 13,3 km TTT | Deceuninck–Quick-Step | Mikkel Honoré     |
| 2e     | 2 september | Riccione      | Sogliano al Rubicone | Bergrit    | 166,5 km    | Andrea Bagioli        | Andrea Bagioli    |
| 3e     | 3 september | Riccione      | Riccione             | Bergrit    | 168,9 km    | Jhonatan Narváez      | Andrea Bagioli    |
| 4e     | 4 september | Forlì         | Forlì                | Heuvelrit  | 166,2 km    | Pascal Eenkhoorn      | Jhonatan Narváez  |

## Eindklassementen
| Plaats      | Naam             | Ploeg                        | Tijd      |
| ----------- | ---------------- | ---------------------------- | --------- |
| Groene trui | Jhonatan Narváez | INEOS Grenadiers             | 15u15'54" |
| 2           | Andrea Bagioli   | Deceuninck–Quick-Step        | + 1"      |
| 3           | João Almeida     | Deceuninck–Quick-Step        | + 17"     |
| 4           | Diego Ulissi     | UAE Team Emirates            | + 25"     |
| 5           | Nicola Conci     | Trek-Segafredo               | + 30"     |
| 6           | Pascal Eenkhoorn | Jumbo-Visma Development Team | + 40"     |
| 7           | Jacopo Mosca     | Trek-Segafredo               | + 42"     |
| 8           | Merhawi Kudus    | Astana Pro Team              | + 43"     |
| 9           | Mauro Finetto    | NIPPO DELKO One Provence     | + 47"     |
| 10          | Gavin Mannion    | Rally Cycling                | + 53"     |
|             |                  |                              |           |
| 17          | Jan Bakelants    | Circus-Wanty-Gobert          | + 1'25"   |

| Plaats     | Naam              | Ploeg                        | Punten |
| ---------- | ----------------- | ---------------------------- | ------ |
| Witte trui | Jhonatan Narváez  | INEOS Grenadiers             | 24     |
| 2          | Pascal Eenkhoorn  | Jumbo-Visma Development Team | 18     |
| 3          | Diego Ulissi      | UAE Team Emirates            | 13     |
|            |                   |                              |        |
| 7          | Gianni Vermeersch | Alpecin-Fenix                | 10     |

| Plaats      | Naam            | Ploeg                  | Punten |
| ----------- | --------------- | ---------------------- | ------ |
| Groene trui | Julen Amezqueta | Caja Rural-Seguros RGA | 31     |
| 2           | Ben O'Connor    | NTT Pro Cycling        | 26     |
| 3           | Johan Jacobs    | Movistar Team          | 25     |
|             |                 |                        |        |
| 6           | Jan Bakelants   | Circus-Wanty-Gobert    | 9      |
| 13          | Oscar Riesebeek | Alpecin-Fenix          | 4      |

| Plaats      | Naam             | Ploeg                        | tijd      |
| ----------- | ---------------- | ---------------------------- | --------- |
| Oranje trui | Jhonatan Narváez | INEOS Grenadiers             | 15u15'54" |
| 2           | Andrea Bagioli   | Deceuninck–Quick-Step        | + 01"     |
| 3           | João Almeida     | Deceuninck–Quick-Step        | + 17"     |
|             |                  |                              |           |
| 5           | Pascal Eenkhoorn | Jumbo-Visma Development Team | + 40"     |

| Plaats | Ploeg                       | Tijd      |
| ------ | --------------------------- | --------- |
|        | Astana Pro Team             | 45u20'45" |
| 2      | Deceuninck–Quick-Step       | + 05"     |
| 3      | Androni Giocattoli-Sidermec | + 19"     |

## Klassementenverloop
| Etappe       | Winnaar               | Algemeen klassement · | Puntenklassement · | Bergklassement · | jongerenklassement · | Ploegenklassement     |
| ------------ | --------------------- | --------------------- | ------------------ | ---------------- | -------------------- | --------------------- |
| 1 a          | Olav Kooij            | Olav Kooij            | Olav Kooij         | Johan Jacobs     | Olav Kooij           | INEOS Grenadiers      |
| 1 b          | Deceuninck–Quick-Step | Mikkel Honoré         | Olav Kooij         | Johan Jacobs     | Mikkel Honoré        | Deceuninck–Quick-Step |
| 2            | Andrea Bagioli        | Andrea Bagioli        | Andrea Bagioli     | Johan Jacobs     | Andrea Bagioli       | Deceuninck–Quick-Step |
| 3            | Jhonatan Narváez      | Andrea Bagioli        | Jhonatan Narváez   | Julen Amezqueta  | Andrea Bagioli       | Deceuninck–Quick-Step |
| 4            | Pascal Eenkhoorn      | Jhonatan Narváez      | Jhonatan Narváez   | Julen Amezqueta  | Jhonatan Narváez     | Astana Pro Team       |
| 0Eindstanden | 0Eindstanden          | Jhonatan Narváez      | Jhonatan Narváez   | Julen Amezqueta  | Jhonatan Narváez     | Astana Pro Team       |

1984 · 1985 · 1986 · 1987 · 1988 · 1989 · 1990 · 1991 · 1992 · 1993 · 1994 · 1995 · 1996 · 1997 · 1998 · 1999 · 2000 · 2001 · 2002 · 2003 · 2004 · 2005 · 2006 · 2007 · 2008 · 2009 · 2010 · 2011 · 2012 · 2013 · 2014 · 2015 · 2016 · 2017 . 2018 · 2019 · 2020 · 2021 · 2022 · 2023 · 2024